# Martina Bešíková
Martina Bešíková (* 15. srpna 1984 Bruntál) je česká modelka, úspěšná účastnice světových soutěží krásy a může se pyšnit titulem Miss Body Beautiful Tourism International 2008 z Malajsie nebo TOP 10 Miss Tourism Queen International 2007 z Číny.

## Soutěže Miss
Bešíková se účastnila několika soutěží krásy, mezi které například patří:
- Miss České republiky 2003 – semifinalistka (semifinálové kolo Miss severní Morava – Miss Sympatie)[1]
- Česká Miss 2007 – semifinalistka
- Miss Tourism Queen International 2007 v Číně – TOP 10 (9. místo)